# Warneton
Warneton település Franciaországban, Nord megyében. Lakosainak száma 233 fő (2022. január 1.). Warneton Comines és Deûlémont községekkel határos.

## Népesség
A település népessége az elmúlt években az alábbi módon változott:
| Lakosok száma | 225  | 234  | 241  | 239  | 239  | 237  | 235  | 234  | 233  |
|               | 2013 | 2015 | 2016 | 2017 | 2018 | 2019 | 2020 | 2021 | 2022 |